# ONE PIECE WORLD SEEKER
『ONE PIECE WORLD SEEKER』（ワンピース ワールドシーカー）は、バンダイナムコゲームスより2019年3月14日に発売された、尾田栄一郎原作の漫画・アニメ『ONE PIECE』を題材としたPlayStation 4用アクションアドベンチャーゲーム。その後、翌日には Xbox One、Steam、Google Stadia でリリースされ、日本国外のみでリリースされた。

## キャラクター

### プレイアブルキャラクター
モンキー・D・ルフィ
声 - 田中真弓
ロロノア・ゾロ
声 - 中井和哉
DLC『影の実験兵器』で使用可能。
サボ
声 - 古谷徹
DLC『正義の在処』で使用可能。
トラファルガー・ロー
声 - 神谷浩史
DLC『未完成の地図』で使用可能。

### ノンプレイアブルキャラクター
ナミ
声 - 岡村明美
ウソップ
声 - 山口勝平
サンジ
声 - 平田広明
トニートニー・チョッパー
声 - 大谷育江
ニコ・ロビン
声 - 山口由里子
フランキー
声 - 矢尾一樹
ブルック
声 - チョー

### ボスキャラクター
サカズキ（赤犬）
声 - 立木文彦
ボルサリーノ（黄猿）
声 - 石塚運昇
イッショウ（藤虎）
声 - 沢木郁也
スモーカー
声 - 大場真人
たしぎ
声 - 野田順子
ロブ・ルッチ
声 - 関智一
サー・クロコダイル
声 - 大友龍三郎
ヴィンスモーク・イチジ
声 - 杉山紀彰
ヴィンスモーク・ニジ
声 - 宮内敦士
ヴィンスモーク・ヨンジ
声 - 津田健次郎
クザン（青キジ）
声 - 子安武人
シャーロット・カタクリ
声 - 杉田智和
追加ミッションで戦える。

### オリジナルキャラクター
ジャンヌ
声 - 藤村歩
反海軍派のリーダー。監獄島から脱出する時に誤って海に落ちたルフィを助けた。島のリーダーだった母親の代わりに島のみんなをまとめようと日々奔走している。
アイザックの妹で数年前に帰ってきた兄の変わり様にとまどっており、海軍派と反海軍派との争いでバラバラになっていく島の姿に心を痛めている。
アイザック
声 - 小山力也
ジェイルアイランドの監獄長であり、科学者。12年前、島に攻めてきた海賊との争いで自爆した母親を助けようと自身も瀕死の重症を負う（顔の傷はその時のもの）。その後海軍に入隊、監獄長として島に帰ってきた。
ルル
DLC『未完成の地図』に登場。冒険家になって世界地図を作るのが夢。戦争で亡くなった父親の形見の地図を完成させようと、空島を巡っている。ジャンヌを本当の姉のように慕っている。

## 主題歌
『君のもとへ』
歌：ケツメイシ